# Resolutie 597 Veiligheidsraad Verenigde Naties
Resolutie 597 van de Veiligheidsraad van de Verenigde Naties werd unaniem aangenomen op 12 juni 1987.

## Achtergrond
Nadat in 1964 geweld was uitgebroken op Cyprus, stationeerden de VN er de UNFICYP-vredesmacht. Die vredesmacht werd nadien steeds om het half jaar verlengd.

## Inhoud
De Veiligheidsraad:
- Neemt nota van de rapporten van de secretaris-generaal over de VN-operatie in Cyprus.
- Bemerkt de aanbeveling van de secretaris-generaal om de vredesmacht met een periode van zes maanden te verlengen.
- Bemerkt ook het akkoord van de Cypriotische overheid voor de handhaving van de vredesmacht na 15 juni 1987.
- Herbevestigt resolutie 186 (1964).

1. Verlengt de VN-vredesmacht nogmaals met een verdere periode tot 15 december 1987.
2. Vraagt de secretaris-generaal zijn bemiddeling voort te zetten, de Veiligheidsraad op de hoogte te houden en tegen 30 november 1987 te rapporteren over de uitvoering van deze resolutie.
3. Roept alle betrokken partijen op om te blijven samenwerken met de vredesmacht.

## Verwante resoluties
- Resolutie 585 Veiligheidsraad Verenigde Naties (1986)
- Resolutie 593 Veiligheidsraad Verenigde Naties (1986)
- Resolutie 604 Veiligheidsraad Verenigde Naties
- Resolutie 614 Veiligheidsraad Verenigde Naties (1988)

Lijst ·  594 ·  595 ·  596 ·  597 ·  598 ·  599 ·  600 ·  601 ·  602 ·  603 ·  604 ·  605 ·  606